# Rufenmühle
Rufenmühle ist ein Wohnplatz der Gemeinde Buch am Wald im Landkreis Ansbach in Mittelfranken (Bayern). Rufenmühle liegt in der Gemarkung Hagenau.

## Geographie
Die ehemalige Einöde besteht neben den beiden Wohngebäuden, die die Haus Nr. 4 und 5 des Ortes Berbersbach tragen, noch aus sechs Nebengebäuden. Der Ort liegt am Berbersbach, der 100 Meter weiter südlich als linker Zufluss in den Hagenbachs mündet. Ein Anliegerweg führt zur Birkenmühle (0,25 km nördlich) bzw. nach Berbersbach (0,1 km südöstlich).

## Geschichte
Im 16-Punkte-Bericht des brandenburg-ansbachischen Amts Leutershausen aus dem Jahr 1681 wurde für Rufenmühle eine Mannschaft verzeichnet, die das brandenburg-ansbachische Vogtamt Jochsberg als Grundherrn hatte. Das Hochgericht übte das Stadtvogteiamt Leutershausen aus.
Gegen Ende des 18. Jahrhunderts gehörte die Rufenmühle zur Realgemeinde Berbersbach. Die Mühle hatte weiterhin das Vogtamt Jochsberg als Grundherrn. Unter der preußischen Verwaltung (1792–1806) des Fürstentums Ansbach erhielt die Rufenmühle die Hausnummer 5 des Ortes Berbersbach. Von 1797 bis 1808 unterstand der Ort dem Justizamt Leutershausen und Kammeramt Colmberg.
Im Rahmen des Gemeindeedikts wurde Rufenmühle dem 1808 gebildeten Steuerdistrikt Buch am Wald und der 1810 gegründeten Ruralgemeinde Buch am Wald zugeordnet. Mit dem Zweiten Gemeindeedikt (1818) wurde Rufenmühle in die neu gebildete Ruralgemeinde Hagenau umgemeindet. Nach 1888 zählte die Mühle zu Berbersbach. Am 1. Januar 1974 wurde Rufenmühle im Zuge der Gebietsreform in Bayern nach Buch am Wald eingemeindet.

### Einwohnerentwicklung
| Jahr      | 001818 | 001836 | 001840 | 001861 | 001871 | 001885 |
| Einwohner | 7      | 5      | 5      | *      | 7      | 7      |
| Häuser    | 1      | 1      | 1      |        |        | 1      |
| Quelle    | [ 10 ] | [ 11 ] | [ 12 ] | [ 13 ] | [ 14 ] | [ 15 ] |

## Religion
Der Ort ist evangelisch-lutherisch geprägt und bis heute nach St. Wendel (Buch am Wald) gepfarrt. Die Einwohner römisch-katholischer Konfession sind nach Kreuzerhöhung (Schillingsfürst) gepfarrt.